# Favela Holding
A Favela Holding é a primeira holding (Sociedade Gestora de Participações Sociais) que reúne empresas que atuam, ou planejam atuar, nas comunidades. Ao total são 10 empreendimentos feitos entre o holding e as empresas. Tem como objetivo desenvolver não apenas as favelas do Rio de Janeiro como um espaço físico, mas sim os seus moradores, através do desenvolvimento da economia local.  Para alcançar esse desenvolvimento, contam com o apoio de empresas que acreditam no potencial dos moradores da comunidade, disponibilizando a eles, produtos e serviços que normalmente estão limitados à parcela da população que é elitizada. A implantação destes serviços gera cargos de trabalho para seus moradores, o que acarreta no surgimento de possíveis empreendedores que influenciam diretamente na economia local.

## História
Foi fundada no dia 20 de Fevereiro de 2013 por Celso Athayde, ex-coordenador da CUFA . O projeto Favela Holding (FHolding) surge a partir do reconhecimento da necessidade de mudar a raiz econômica das comunidades, que normalmente tem como base a economia informal, que são os vendedores ambulantes, por exemplo.
O projeto vem da necessidade de manter uma revolução social, na esfera econômica, gerando capital na comunidade, formando empreendedores e dando maiores chances de que haja mais empregos para o local.
Por enquanto atua somente nas comunidades do Rio de Janeiro.

## Empresas
O projeto conta com o apoio de 10 empresas que prestam serviços nas comunidades. Fazem parte da holding as empresas: Favela Vai Voando, Avante Favela, Data Favela, Favela Shopping, LEEC, Confusão Filmes, Favela Distribuições, Favela Objetiva, Gi Planet, Cadeia Produtiva e Favela Esporte.

## Favela Vai Voando

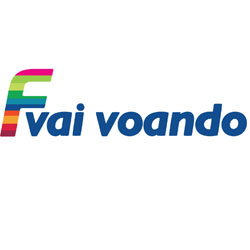
A Favela Vai Voando é uma subsidiária da Fholding, criada em sociedade com a Empresa Vai Voando.

É uma agência de viagem que surgiu de uma chance de implantar o transporte aéreo próximo aos consumidores de baixa renda.  No momento conta com 70 agencias instaladas em subúrbios e comunidades, e por mês embarca cerca de 3.000 passageiros. No ano de 2015 pretende ampliar ainda mais o negócio, inaugurando mais 50 lojas no estado do Rio de Janeiro e estender para as capitais: Belo Horizonte e Brasília

## Avante Favela
A Avante nasceu em 2012 como um palco para serviços financeiros. Na prática, é um serviço que estabelece um canal entre o banco e o cliente. Fornece orientação para assuntos financeiros e aconselha, por exemplo, quais os melhores produtos para adquirir conforme a situação apresentada de cada cliente. Em 2014 fecha um contrato de sociedade com o projeto Favela Holding, trazendo esse serviço para a comunidade

## Data Favela
O Data Favela, assim como o Data Popular, é um instituto de pesquisa. Porém suas pesquisas têm o foco na realidade das favelas brasileiras. Estudam o consumo do morador, seu comportamento identificam oportunidades de negócios com empresas que possam desenvolver algum trabalho nas comunidade. 

## Favela Shopping
O favela Shopping é um projeto de Celso Athayde com a parceria de Elias Tergilene, dono da rede mineira shoppings Uai. Com a construção desses shoppings além do preço da mercadoria ser mais acessível e este, tornar-se um lugar de lazer para os moradores da comunidade, poderá gerar mais empregos. Umas vez que a prioridade dos empregos serão para os moradores da comunidade onde o shopping será construído.Um dos primeiros resultados dessa parceria foi a inauguração, em dezembro de 2013, de um shopping no Complexo do Alemão

.

## Favela Objetiva
Busca por talentos na área da literatura. 

## Favela Esporte
Fornece assistência e promove atletas. Atualmente organiza a Taça das Favelas.